# 퍼시픽 트라이 네이션스

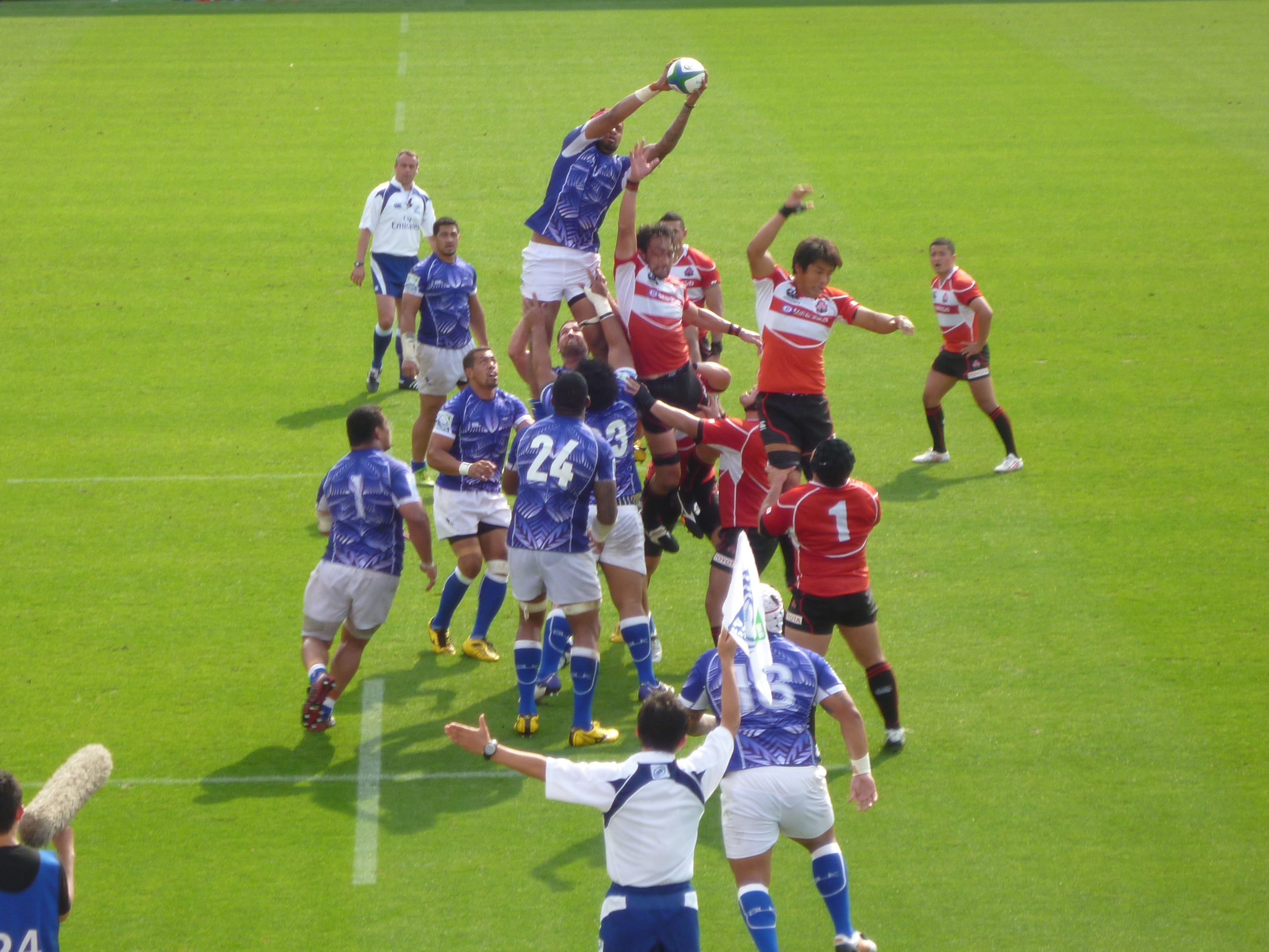
2012 퍼시픽 트라이 네이션스 컵

퍼시픽 트라이 네이션스(Pacific Tri-Nations)는 1982년부터 2006년까지 있었던 서사모아, 통가, 피지의 국가대항 럭비 대회이다. 1993년부터 1995년 사이에는 이 대회의 우승팀이 수퍼 10 (수퍼 럭비)에 참가하기도 했었다. 2006년 퍼시픽 네이션스 컵으로 대체되었다.

## 같이 보기
- 퍼시픽 네이션스 컵